# 悲しき熱帯 (村上龍)
『悲しき熱帯』（かなしきねったい）は、作家・村上龍の初の短篇集。角川書店より1984年9月10日に初版が出版された。

## 概要
まず角川文庫版が出版され、1988年8月に『Summer in the city』と改題され単行本化されるという変わった経緯を持つ。
文庫版のデザインはスタジオ・ギブが、カバー写真は浅井慎平が担当した。各短篇の扉にも浅井慎平の写真が一葉ずつ使用されている。
あとがき、および栗本慎一郎による解説「悲しく透明な無頼派の愛」がある。
「ハワイアン・ラプソディ」と「鐘が鳴る島」は『だいじょうぶマイ・フレンド』（1983年）の原型となった短篇であり、「ハワイアン・ラプソディ」は本書よりも先に『メイキング・オブ・だいじょうぶマイ・フレンド』（1983年）に収録された。また「フィリピン」では、フランシス・コッポラの『地獄の黙示録』撮影現場を訪れた際のエピソードが使用されている。
本書と『ニューヨーク・シティ・マラソン』収録の短篇（前半の4篇）によって、デビューから『コインロッカー・ベイビーズ』を経て、『だいじょうぶマイ・フレンド』に至るまでの、初期の村上龍の短篇を読むことが出来る。
収録作初出
- フィリピン　（野性時代　1978年1月号）
- ハワイアン・ラプソディ　（野性時代　1979年5月号）
- スリーピー・ラグーン　（野性時代　1980年5月号）
- 鐘が鳴る島　（野性時代　1981年7月号）
- グァム　（野性時代　1981年2月号）